# Astatoreochromis alluaudi
Astatoreochromis alluaudi е вид бодлоперка от семейство Цихлиди (Cichlidae). Видът не е застрашен от изчезване.

## Разпространение
Разпространен е в Бурунди, Кения, Руанда, Танзания и Уганда.

## Описание
На дължина достигат до 19 cm.